# E!
E! Entertainment Television (ou simplesmente E!) é um canal de televisão por assinatura de variedades, disponível nos Estados Unidos, Reino Unido, Irlanda, Itália, Austrália, Nova Zelândia, África do Sul, França, Tailândia, Indonésia, Malásia, Polônia, Grécia, Turquia, Sérvia, Montenegro, Eslovênia, Sri Lanka, Canadá, Brasil, Portugal, Albânia, Israel e Alemanha. Na América Latina e no Brasil, é distribuído pela Ole Distribution (antes HBO Latin America Group). Desde novembro de 2006, o canal é detido pela Comcast.

## História
O E! Entertainment Television foi lançado por Alan Mruvka e Larry Namer em 31 de julho de 1987, titulado como Movie Time, transmitindo traillers de filmes, notícias de entretenimento, cobertura de eventos e entrevistas. Três anos mais tarde, em Junho de 1990, o Movie Time é renomeado como E! Entertainment Television, para enfatizar o alargamento da cobertura do canal, com um ponto de vista industrial sobre as celebridades, notícias sobre cinema, televisão e música. Prêmios de entretenimento também foram sendo exibidos. Diariamente foram sendo exibidas notícias e fofocas de Hollywood, e também sobre moda.
Em novembro de 2006, a Comcast adquire 39,5% da E! Entertainment Television por $1,23  bilhão para ter acesso completo na ampla programação.
Desde dezembro de 2008, o canal se encontra disponível em alta definição.

### Julgamento de Michael Jackson
A E! informou sobre o julgamento e a absolvição de Michael Jackson em 2005. Como não eram permitidas câmeras no tribunal, o canal usou transcrições do caso do julgamento e atores para renovar os direitos de transmissão do dia do processo. O canal anteriormente fez reencenações para o julgamento civil do jogador de futebol americano O.J. Simpson, e acompanhou mais cedo o julgamento.